# Zámecký park v Zahrádkách u České Lípy
Zámecký park v Zahrádkách u České Lípy v Libereckém kraji, založený v první polovině 17. století Albrechtem z Valdštejna, patří mezi významné krajinné prvky na Českolipsku. Památkově chráněný areál zahrádeckého zámku je nedílnou částí krajinné památkové zóny Zahrádecko, ustanovené v roce 1996, přičemž větší část parku je zároveň chráněná jako evropsky významná lokalita Zahrádky u České Lípy, vyhlášená v roce 2005, a přírodní památka Zahrádky u České Lípy, která byla vyhlášena v roce 2013.

## Historie
Zámek na plošině, oddělené na severu skalnatým ostrohem od údolí Robečského potoka, nechala v polovině 16. století postavit pro svého syna Jana  Kateřina z Vartenberka, vdova po Václavovi z Vartenberka, která sídlila až do své smrti v roce 1552 na zámku Vítkovci neboli Vřísku, který se nachází ve stejnojmenné oboře na Žižkově vrchu 2,5 km jižně od Zahrádek. Podle zahrádeckého „Nového zámku“ bylo pak pojmenováno i Novozámecké panství.

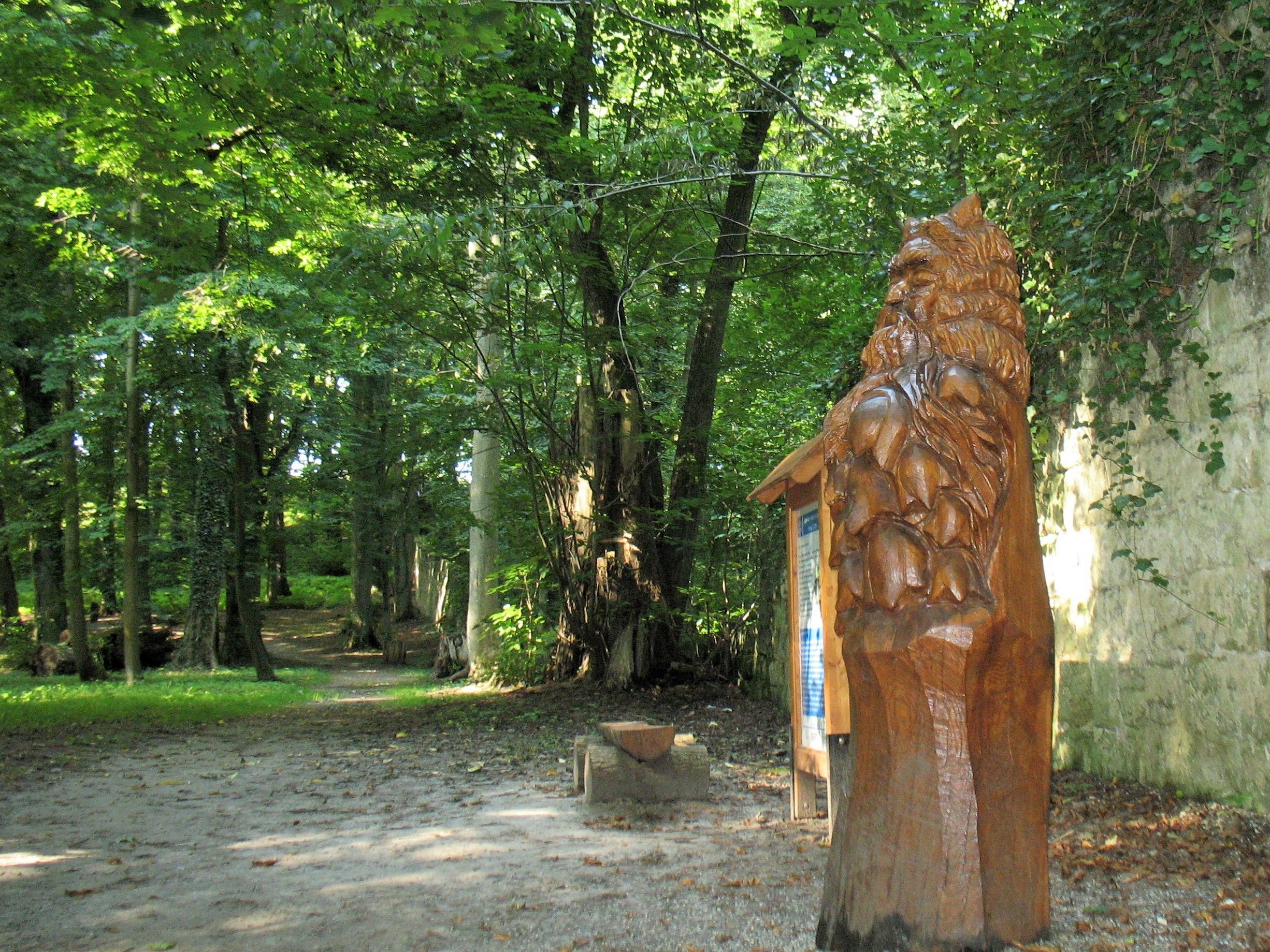
Jedno ze zastavení naučné stezky Prima ZOOM Zahrádky

V roce 1623 panství získal jako pobělohorský konfiskát Albrecht z Valdštejna a vlastnil jej až do své smrti v roce 1634. Během barokní přestavby zámku nechal Albrecht z Valdštejna v areálu zahrádeckého zámku a v přilehlém okolí vybudovat rozsáhlý park, doplněný alejemi.
Podobu krajinářského parku získal areál kolem zahrádeckého zámku na půdorysu původní barokní zahrady až v 19. století. Nejvýraznější krajinářské úpravy, které zde proběhly v druhé polovině 19. století, jsou připisovány Albrechtovi Vincencovi Kounicovi. Výsadba nových dřevin pokračovala i ve 20. a 21. století.

### Naučná stezka Prima ZOOM
V roce 2018 zveřejnila skupina Prima svůj projekt, nazvaný „Prima SVĚT“, zaměřený na podporu místních komunit a vylepšování veřejných prostranství, sloužících k setkávání lidí. Ve spolupráci s představiteli obce Zahrádky byla v rámci zmíněného projektu v jihozápadní části zámeckého parku vytvořena zábavně-naučná stezka „Prima ZOOM Zahrádky“. Stezka byla dokončena v březnu roku 2020.

## Popis území
Park se rozprostírá na plošině kolem zámku mezi severním okrajem obce Zahrádky a pískovcovým skalním ostrohem nad údolím Robečského potoka. Od zámku je park protažený severozápadním směrem. Území s celkovou délkou 470 metrů se dělí na dvě části. Je to jednak severovýchodní část s přírodně krajinářským parkem ve správě Univerzity Karlovy a dále pak jihozápadní část, která je volně přístupná.

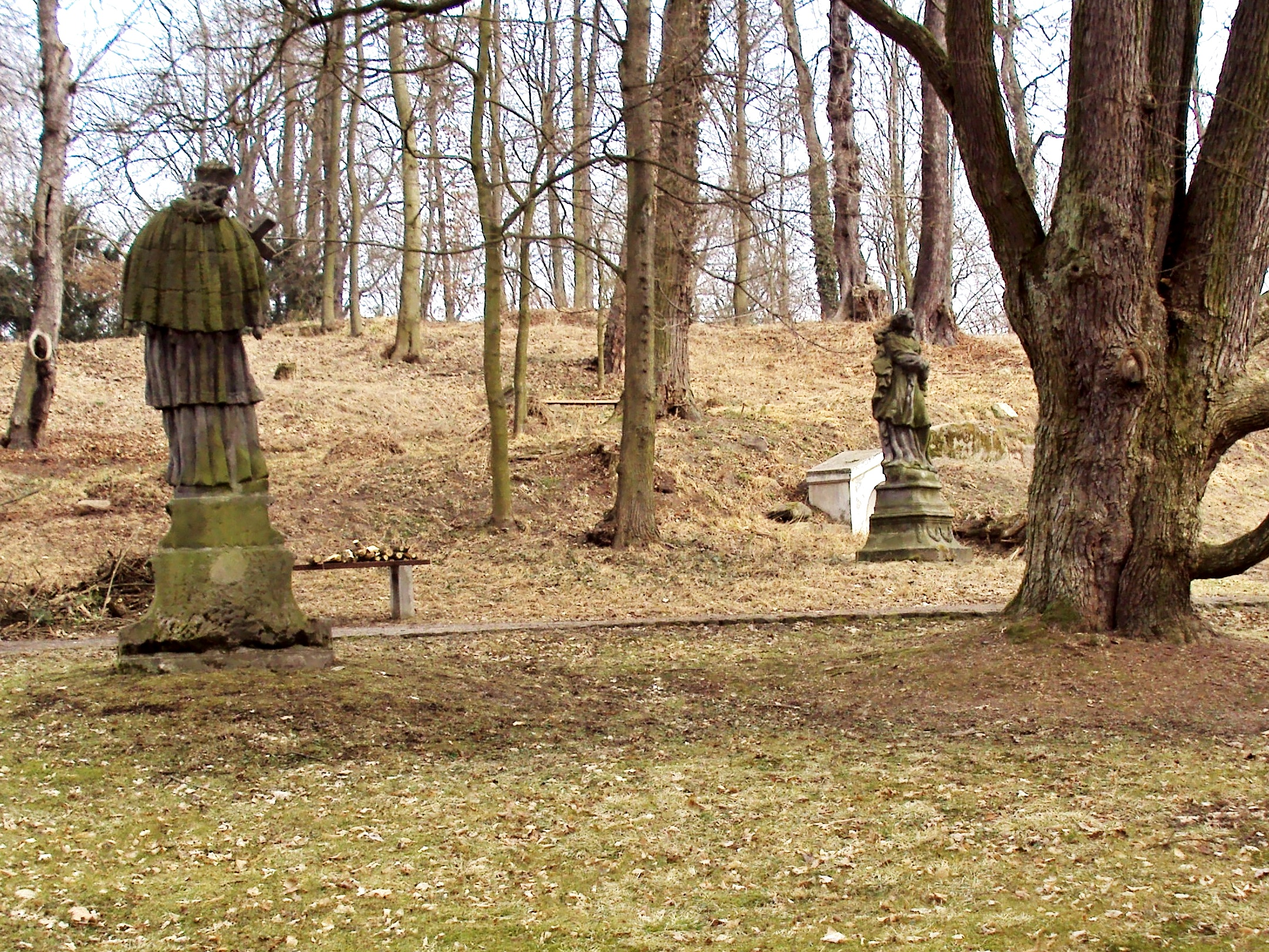
Sochy z mostu ve Valdštejnské aleji, umístěné v zámeckém parku

Obě části jsou odděleny novodobým kovovým plotem. Na jižním a západním okraji je park ohraničen starou kamennou zdí. Na historické oplocení navazuje novodobé oplocení vymezující areál ve správě Univerzity Karlovy (kovový plot s kamennou podezdívkou a příkopem). Areál, který je ve správě Univerzity Karlovy, zahrnuje hustší porosty dřevin, včetně jejich skupin, doplněných solitérami a několika většími trávníkovými plochami. Prostor před zámeckou budovou vyplňuje oválný parter z tvarovaných listnatých a několika zakrslých kultivarů jehličnatých dřevin. Porosty  na vyvýšenině severozápadně od zámku a podél severního okraje parku jsou hustší a mají lesní charakter.
Součástí památkově chráněného areálu zámku je řada staveb, umístěných v parku, jako je hájovna, dva skleníky, zahradní pavilón, fontána, obelisk, historické zdi a brány a další objekty. Zhruba sedmdesát metrů západně od budovy zámku jsou na okraji hustší lesnaté části parku umístěny barokní sochy sv. Jana Nepomuckého a svaté Barbory z první poloviny 18. století, které původně stávaly ve Valdštejnské aleji na kamenném mostě přes Bobří potok. Vzhledem k tomu, že zmíněný památkově chráněný kamenný most je ve špatném technickém stavu, byly sochy v roce 2001 přemístěny do zámeckého parku v Zahrádkách.

## Flóra
V parku  byly vysazovány rozmanité druhy domácích i exotických dřevin. Nachází se zde přes 500 stromů, převažují stromy listnaté. Jedná se o dvě různé generace stromů – značné množství mladých, druhově pestrých stromů doplňují staré a mohutné exempláře.
U hlavní vstupní brány do zámeckého areálu má dominantní postavení mohutný topol bílý (linda Populus alba) a velký dub letní. V prostoru směrem ke kašna a k zámku se nacházejí zeravy západní, pyramidální smrk, rododendrony a jalovce, za nimi pak jsou javory, tsuga kanadská, buk a dub bahenní, dále smrk ajánský a jilm lysý. V jihozápadní části parku za hospodářskou budovou čp. 4 jsou zhruba dvě desítky starých stromů, mezi nimiž vyniká douglaska tisolistá, která pochází pravděpodobně z první poloviny 19. století.

## Fauna
V parku se vyskytují běžné druhy ptactva a dalších živočichů, typických pro podobné lokality ve středoevropské oblasti. Hlavním předmětem ochrany je stabilní populace brouka páchníka hnědého (Osmoderma barnabita), žijícího v dutinách listnatých stromů. Výskyt tohoto brouka v zámeckém parku a v nedaleké Valdštejnské aleji byl důvodem k vyhlášení přírodní památky a evropsky významné lokality Zahrádky u České Lípy. Pokud jde o chráněné a ohrožené druhy ptáků, byl zde zaznamenán výskyt lejska šedého, lejska bělokrkého a také ledňáčka říčního, který byl občas spatřen v údolí Robečského potoka. Z obojživelníků byl na území přírodní památky nalezen skokan štíhlý (Rana dalmatina).

## Galerie

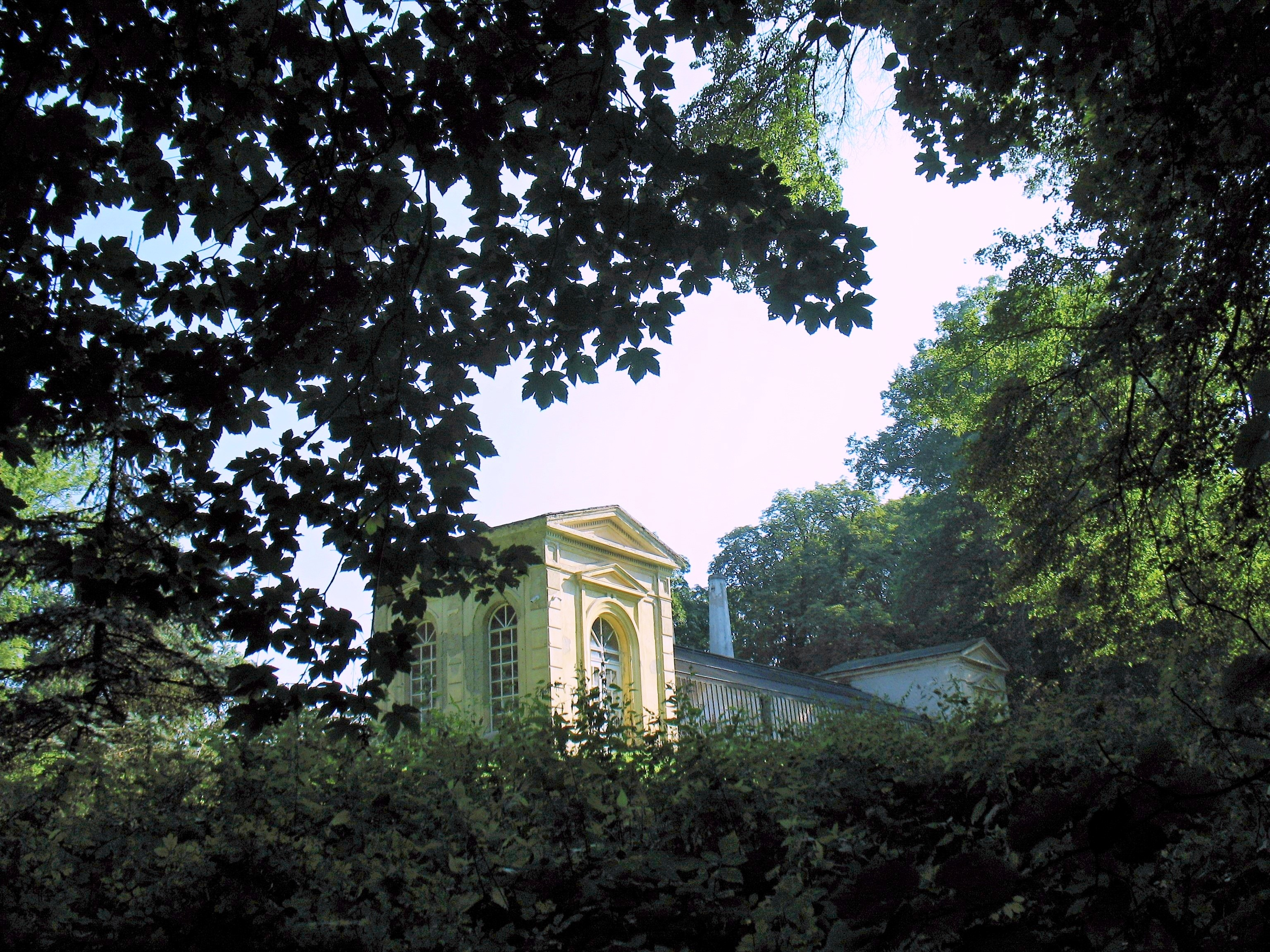
Oranžerie v uzavřené části parku
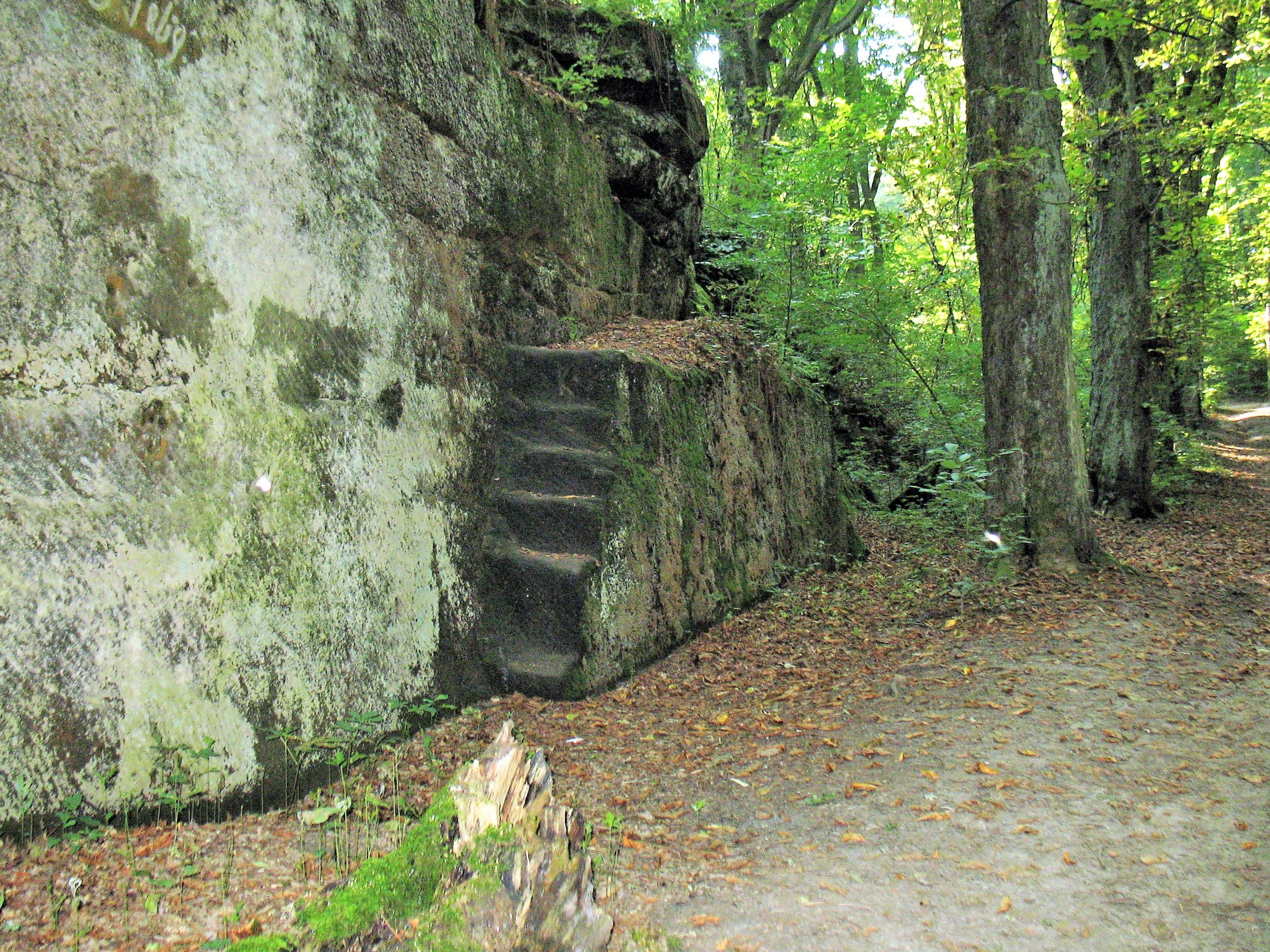
Cesta s kaštanovou alejí do údolí Pekla
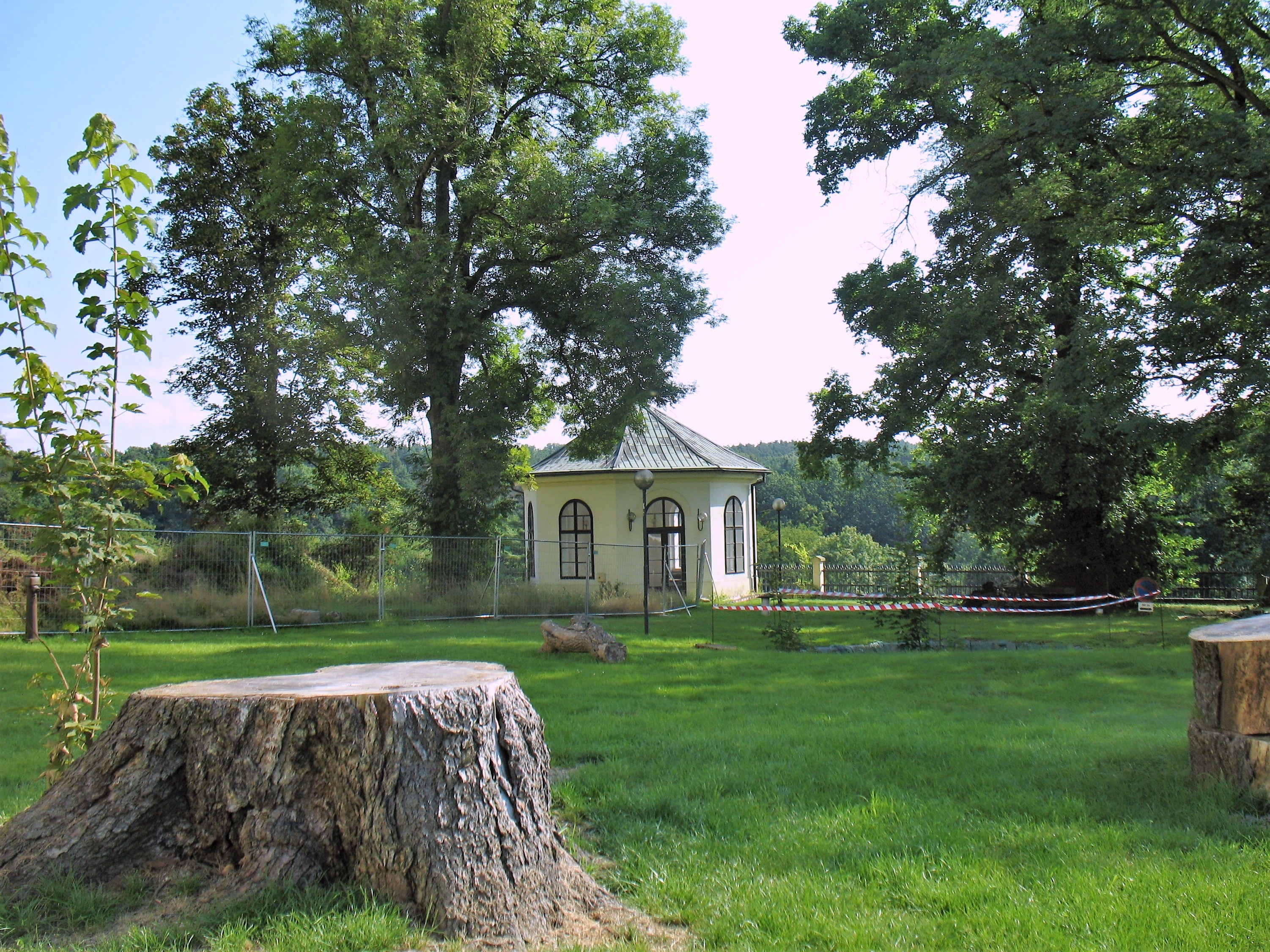
Tzv. Paví altán vpravo od zámku
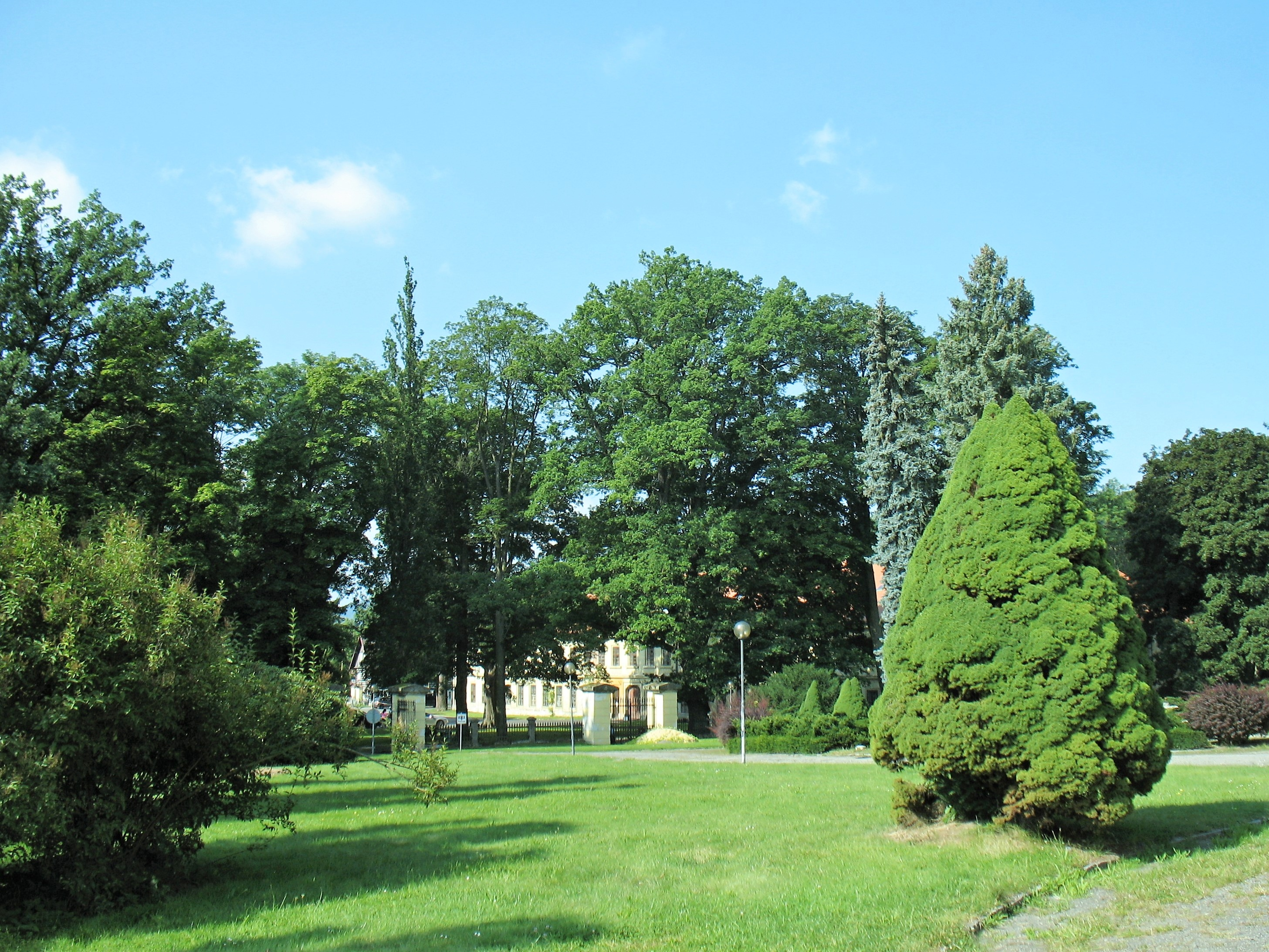
Stromy mezi fontánou a hlavním vstupem
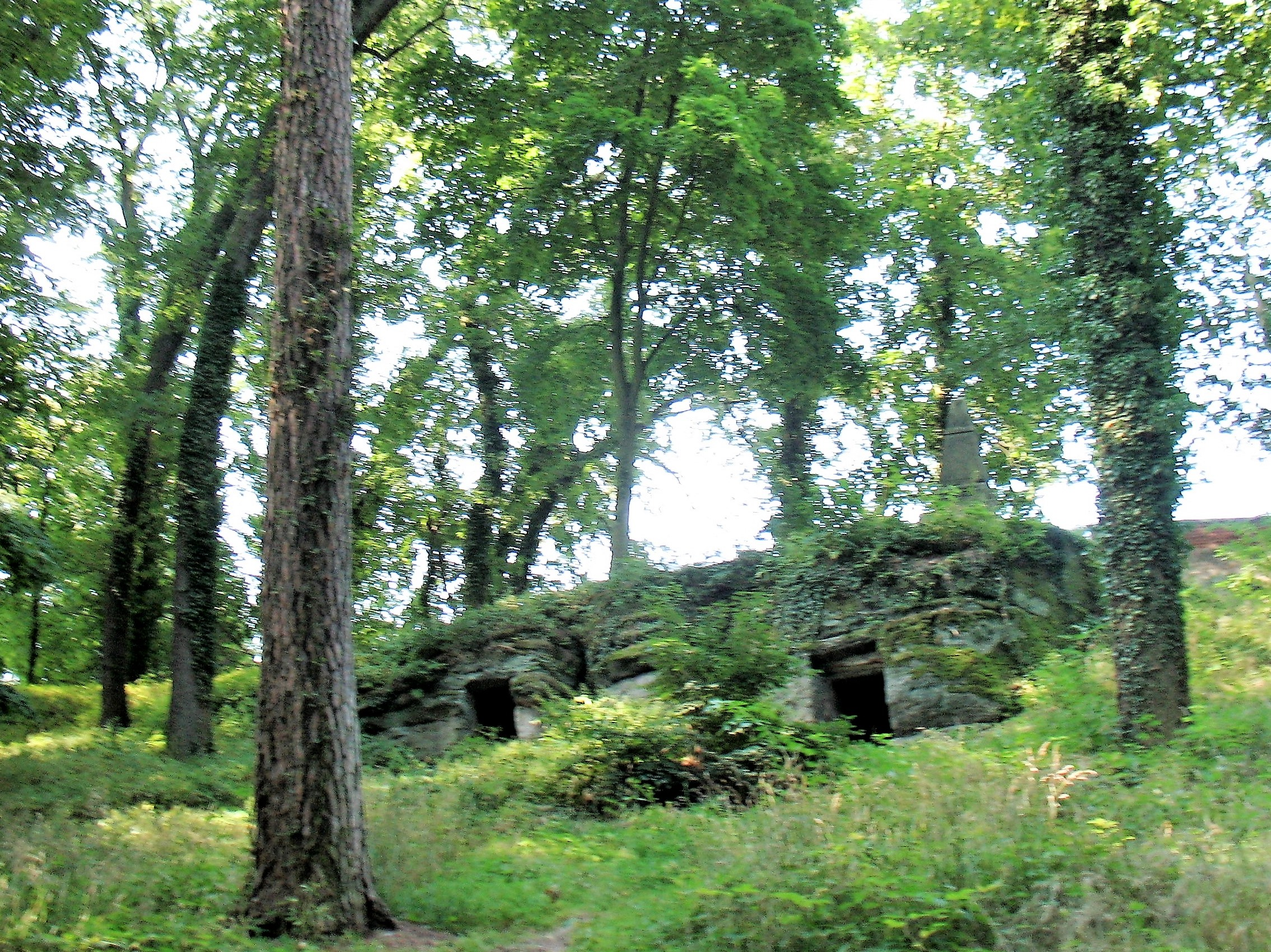
Pozůstatky poustevny z r. 1702 s pomníkem
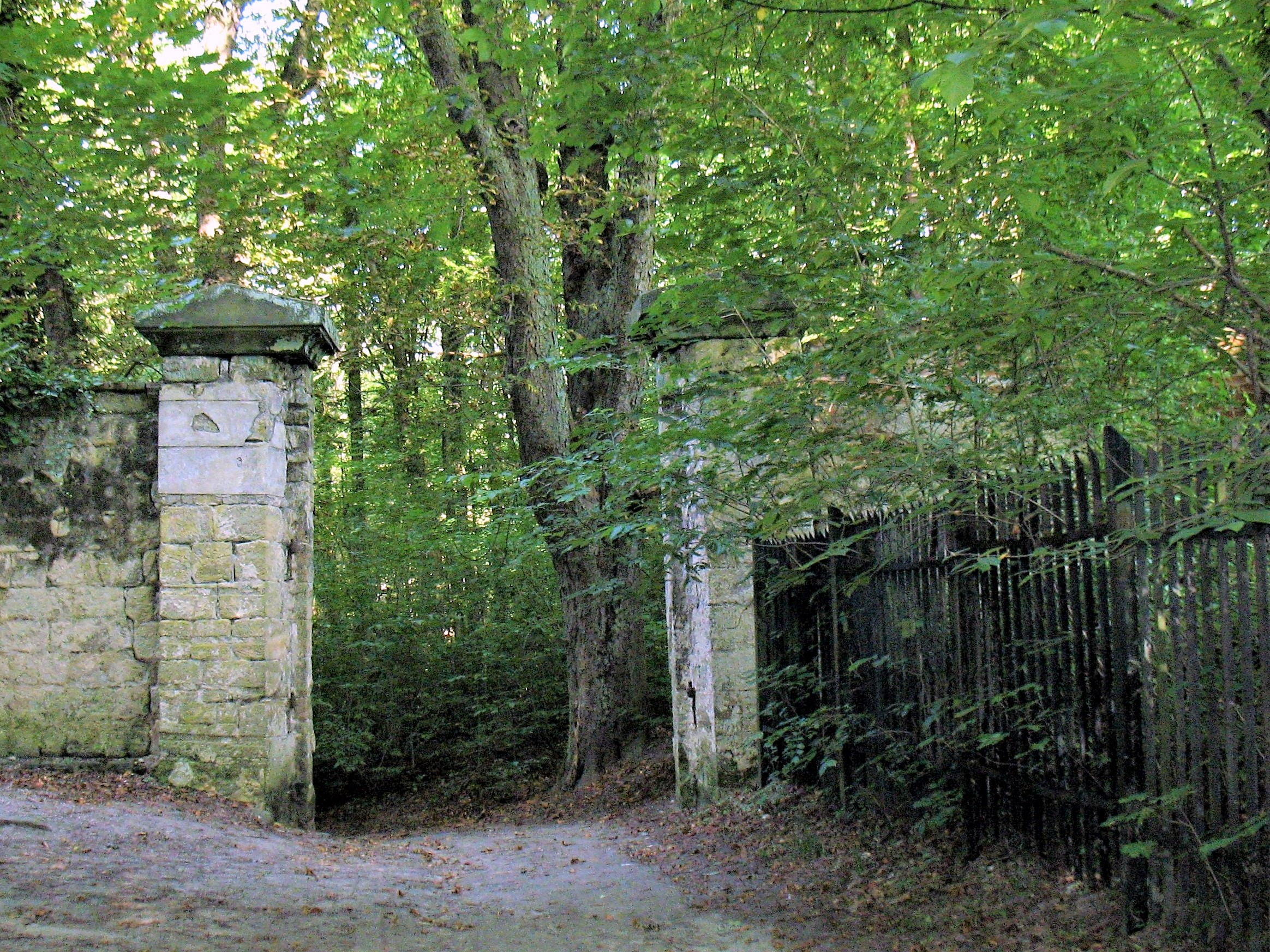
Brána u cesty do Pekla